# Crepis pygmaea
La  radichiella dei ghiaioni (nome scientifico  Crepis pygmaea  L., 1753) è una pianta angiosperma dicotiledone della famiglia delle Asteraceae.

## Etimologia
L'etimologia del nome generico (Crepis) non è molto chiara. In latino Crèpìs significa pantofola, sandalo e i frutti, di alcune specie di questo genere, sono strozzati nella parte mediana ricordando così (molto vagamente) questo tipo di calzare. Inoltre lo stesso vocabolo nell'antica Grecia indicava il legno di Sandalo. L'epiteto specifico (pygmaea )  significa piccolo, pigmeo o nano ed è riferito al portamento di questa pianta.
Il nome scientifico della specie è stato definito per la prima volta dal botanico Carl Linnaeus (1707-1778) nella pubblicazione " Species Plantarum" (Sp. Pl. 2: 805) del 1753.

## Descrizione

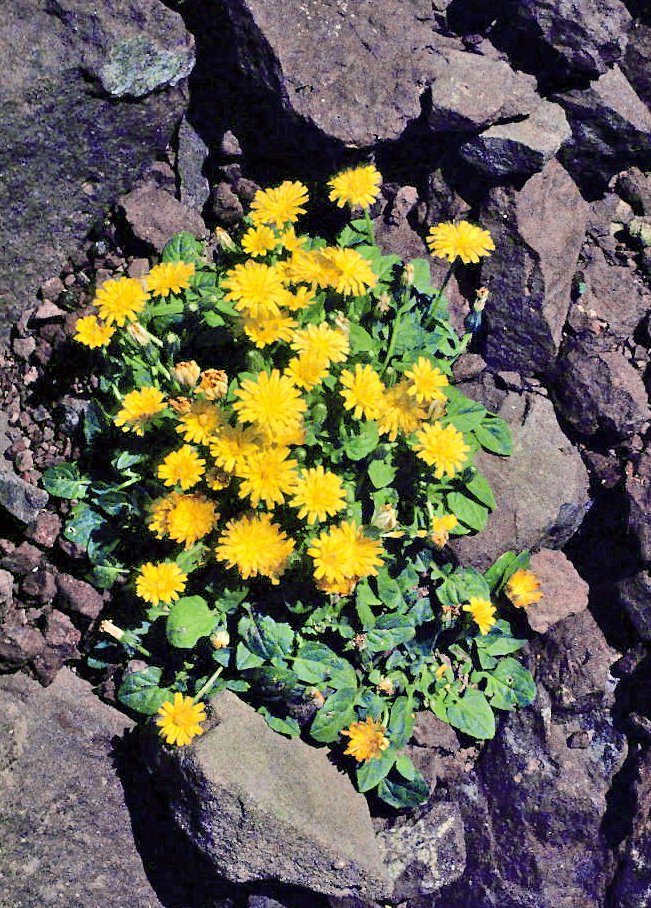
Il portamento

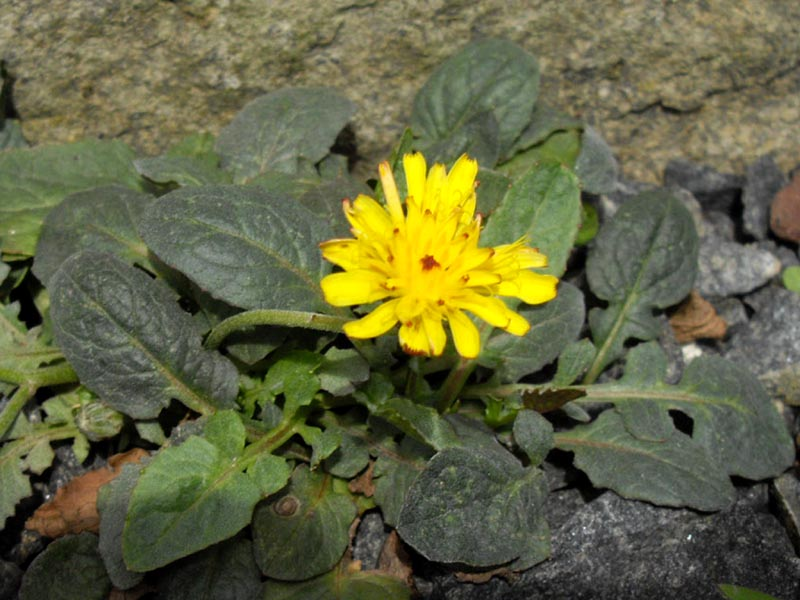
Le foglie

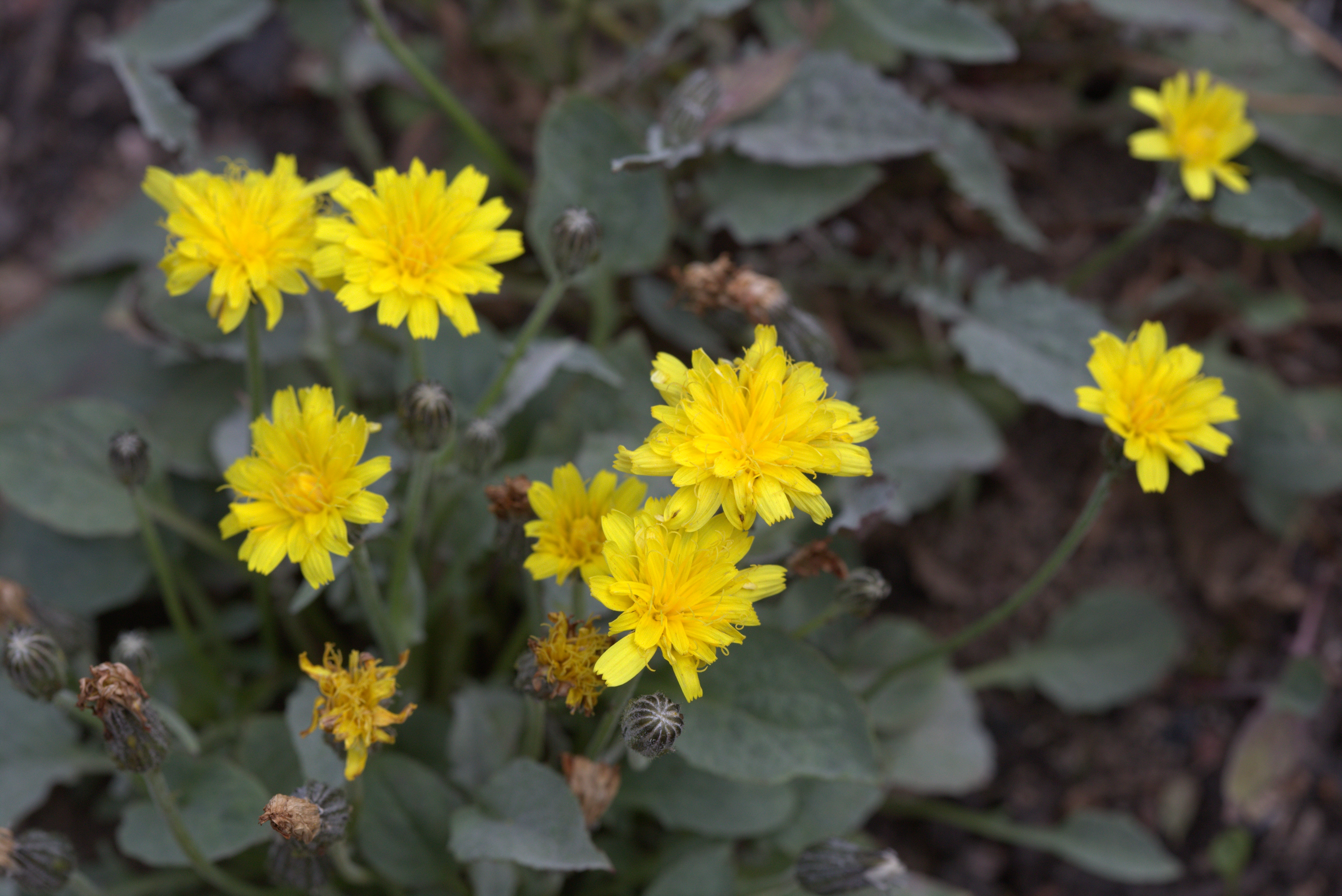
Infiorescenza

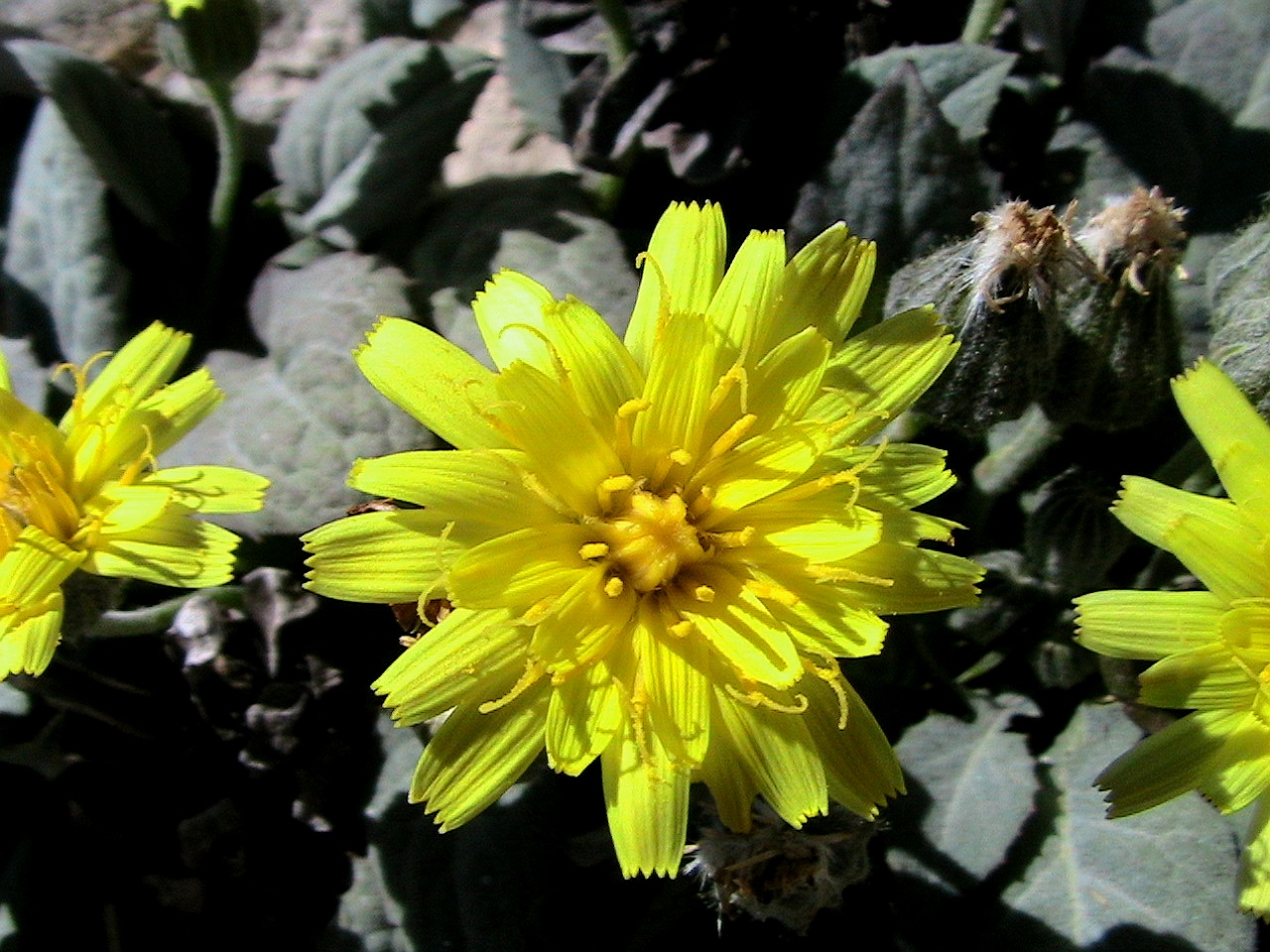
I fiori

Habitus. La pianta di questa specie è una erbacea perenne. La forma biologica è geofita rizomatosa (G rhiz), sono piante perenni erbacee che portano le gemme in posizione sotterranea; durante la stagione avversa non presentano organi aerei e le gemme si trovano in organi sotterranei come bulbi, tuberi e rizomi, fusti sotterranei dai quali, ogni anno, si dipartono radici e fusti aerei. Gli steli contengono abbondante latice amaro.
Fusto. 
- Parte ipogea: la parte sotterranea, consistente in un rizoma strisciante, ialino e più o meno arrossato, può essere fibrosa o legnosa. Le radici possono essere del tipo a fittone o secondarie da rizoma, spesso sono piuttosto grosse e profonde.
- Parte epigea: i fusti di queste piante sono generalmente prostrati o ascendenti e fogliosi. In una singola pianta si possono avere diversi fusti. La superficie può essere glabra, striata, pelosa. A volte sono presenti delle setole ghiandolose. Gli scapi fiorali sono cavi e afilli; possono originare direttamente dal rizoma. L'altezza media delle piante varia da 6 a 12 cm.

Foglie. Le foglie si dividono in basali e cauline.
- Foglie basali: la lamina è ridotta al segmento apicale con forme ovate e a 1 - 3 coppie di segmenti laterali; alla base sono cordate o lirate; il colore è grigio-ragnateloso, rossastro o sfumato di violetto. Dimensione del segmento apicale: larghezza 2 – 3 cm; lunghezza 3 – 4 cm. Lunghezza dei segmenti laterali: 2 – 5 mm.
- Foglie cauline: le foglie cauline, se sono presenti, sono progressivamente più piccole, a lamina di tipo pennatosetto. Le foglie lungo il caule sono disposte in modo alterno.

Infiorescenza. L'infiorescenza è formata da un unico (raramente) capolino eretto e emisferico. Ogni capolino è formato da un peduncolo che sorregge un involucro più o meno cilindrico, pubescente-tomentoso (non ghiandoloso), formato da 2 serie di brattee o squame disposte in modo embricato e scalato, che fanno da protezione al ricettacolo sul quale s'inseriscono i fiori ligulati. La forma delle brattee, disuguali fra le due serie (quelle interne sono più lunghe), può essere da lanceolata a lineare con margini continui oppure no; la superficie è tomentosa o setosa (glabra nella pagina interna). Il ricettacolo è piano e nudo (senza pagliette a protezione della base dei fiori, o raramente sono presenti). Dimensione dell'involucro: larghezza 5 – 6 mm; lunghezza 10 – 15 mm.
Fiori. I fiori tutti ligulati, sono tetra-ciclici (ossia sono presenti 4 verticilli: calice – corolla – androceo – gineceo) e pentameri (ogni verticillo ha in genere 5 elementi). I fiori sono ermafroditi, fertili e zigomorfi.
- Formula fiorale:

*/x K {\displaystyle \infty }, [C (5), A (5)], G 2 (infero), achenio
- Calice: i sepali del calice sono ridotti ad una coroncina di squame.
- Corolla: le corolle sono formate da una ligula terminante con 5 denti (è la parte finale dei cinque petali saldati fra di loro). Il colore dei fiori è in prevalenza giallo; quegli esterni sono spesso arrossati di sotto. La superficie può essere sia pubescente che glabra. Lunghezza dei fiori: 15 – 18 mm.
- Androceo: gli stami sono 5 con filamenti liberi e distinti, mentre le antere sono saldate in un manicotto (o tubo) circondante lo stilo.[14] Le antere alla base sono prive di codette. Il polline è tricolporato.[15]
- Gineceo: lo stilo è filiforme. Gli stigmi dello stilo sono due, divergenti e ricurvi con la superficie stigmatica posizionata internamente (vicino alla base).[16] L'ovario è infero uniloculare formato da 2 carpelli.
- Fioritura: da luglio ad agosto.

Frutti. I frutti sono degli acheni con pappo. Il frutto consiste in un achenio colorato di bruno scuro, cilindrico o fusiforme (non compresso), con varie coste (da 20 a 25), con la superficie trasversalmente tubercolata e senza un becco ben distinto. Il pappo è soffice (ma tenace) formato da peli semplici (non ramificati) di colore generalmente bianco candido disposti su più serie. Dimensione degli acheni: 4 – 6 mm. Lunghezza del pappo: 7 – 8 mm.

## Biologia
- Impollinazione: l'impollinazione avviene tramite insetti (impollinazione entomogama tramite farfalle diurne e notturne).
- Riproduzione: la fecondazione avviene fondamentalmente tramite l'impollinazione dei fiori (vedi sopra).
- Dispersione: i semi (gli acheni) cadendo a terra sono successivamente dispersi soprattutto da insetti tipo formiche (disseminazione mirmecoria). In questo tipo di piante avviene anche un altro tipo di dispersione: zoocoria. Infatti gli uncini delle brattee dell'involucro si agganciano ai peli degli animali di passaggio disperdendo così anche su lunghe distanze i semi della pianta.

## Distribuzione e habitat

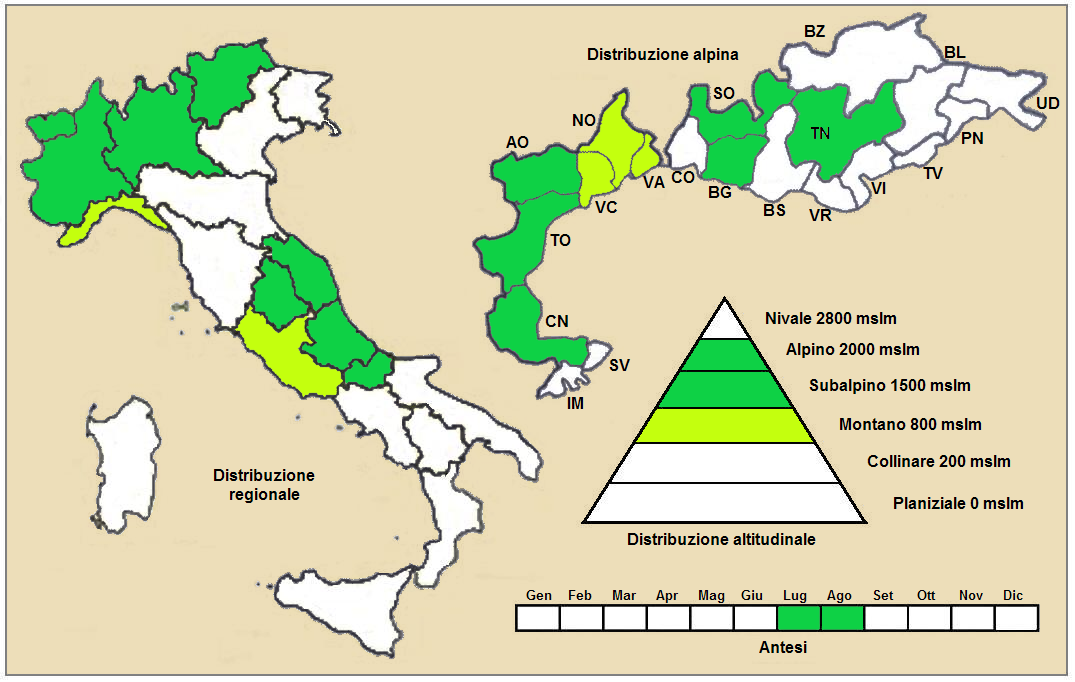
Distribuzione della pianta (Distribuzione regionale – Distribuzione alpina)

- Geoelemento: il tipo corologico (area di origine) è Orofita - Sud Ovest Europeo.
- Distribuzione: in Italia questa specie è rara e si trova al Nord (Alpi) e al Centro (Appennini). Fuori dall'Italia, sempre nelle Alpi, questa specie si trova in Francia e Svizzera. Sugli altri rilievi collegati alle Alpi è presente nei Pirenei.[18] Nel resto dell'Europa e dell'areale del Mediterraneo si trova nell'Europa mediterranea occidentale.[2]
- Habitat: l'habitat preferito per queste piante sono i macereti e i ghiaioni. Il substrato preferito è calcareo con pH basico, bassi valori nutrizionali del terreno che deve essere mediamente umido.[18]
- Distribuzione altitudinale: sui rilievi, in Italia, queste piante si possono trovare da 1.700 fino a 2.600 m s.l.m.; nelle Alpi frequentano quindi i seguenti piani vegetazionali: subalpino, alpino e in parte quello montano.

### Fitosociologia

#### Areale alpino
Dal punto di vista fitosociologico alpino Crepis pygmaea appartiene alla seguente comunità vegetale:
Formazione: delle comunità delle fessure, delle rupi e dei ghiaioni
Classe: Thlaspietea rotundifolii
Ordine: Thlaspietalia rotundifolii

#### Areale italiano
Per l'areale completo italiano Crepis pygmaea appartiene alla seguente comunità vegetale:
Macrotipologia: vegetazione casmofitica, glareicola ed epifitica. 
Classe: Thlaspietea rotundifolii Br.-Bl., 1948
Ordine: Thlaspietalia stylosi Avena & Bruno, 1975
Alleanza: Linario-Festucion dimorphae Avena & Bruno, 1975
Suballeanza: Thlaspienion stylosi Avena & Bruno, 1975
Descrizione. La suballeanza Thlaspienion stylosi è relativa alla vegetazione pioniera dei ghiaioni fortemente acclivi scarsi in specie. La maggiore distribuzione delle specie di questa cenosi si ha nell’Appennino centrale.
Specie presenti nell'associazione: Crepis pygmaea, Isatis allionii, Heracleum pyrenaicum, Galium magellense, Doronicum columnae, Cymbalaria pallida, Bunium alpinum, Hutchinzia alpina, Aquilegia ottonis, Thlaspi stylosum.

## Tassonomia
La famiglia di appartenenza di questa voce (Asteraceae o Compositae, nomen conservandum) probabilmente originaria del Sud America, è la più numerosa del mondo vegetale, comprende oltre 23.000 specie distribuite su 1.535 generi, oppure 22.750 specie e 1.530 generi secondo altre fonti (una delle checklist più aggiornata elenca fino a 1.679 generi). La famiglia attualmente (2021) è divisa in 16 sottofamiglie.

### Filogenesi
Il genere di questa voce appartiene alla sottotribù Crepidinae della tribù Cichorieae (unica tribù della sottofamiglia Cichorioideae). In base ai dati filogenetici la sottofamiglia Cichorioideae è il terz'ultimo gruppo che si è separato dal nucleo delle Asteraceae (gli ultimi due sono Corymbioideae e Asteroideae). La sottotribù Crepidinae fa parte del "quarto" clade della tribù; in questo clade è in posizione "centrale" vicina alle sottotribù Chondrillinae e Hypochaeridinae.
La sottotribù è divisa in due gruppi principali, uno a predominanza asiatica e l'altro di origine mediterranea/euroasiatica. Da un punto di vista filogenetico, all'interno della sottotribù, sono stati individuati 5 subcladi. Il genere di questa voce appartiene al subclade denominato "Crepis-Lapsana-Rhagadiolus clade", composto dai generi Crepis L., 1753, Lapsana L., 1753 e Rhagadiolus Juss., 1789. Dalle analisi Crepis risulta parafiletico (per cui la sua circoscrizione è provvisoria).
Nella "Flora d'Italia" le specie italiane di Crepis sono suddivise in 4 gruppi e 12 sezioni in base alla morfologia degli acheni, dell'involucro e altri caratteri (questa suddivisione fatta per scopi pratici non ha valore tassonomico). La specie di questa voce appartiene al Gruppo 4  (gli involucri dei capolini sono privi di peli ghiandolari; gli acheni sono più o meno uniformi e senza un becco distinto) e alla Sezione N (le brattee involucrali sono glabre sulla pagina interna; gli acheni hanno 16 - 20 e più coste).
I caratteri distintivi per la specie di questa voce sono:
- le piante sono rizomatose alte 4 - 20 cm;
- le foglie cauline sono ridotte;
- gli involucri dei capolini sono privi di peli ghiandolari;
- gli acheni sono più o meno uniformi senza un becco distinto;
- le brattee involucrali sono glabre sulla pagina interna;
- gli acheni hanno 20 - 25 coste.

Il numero cromosomico della specie è: 2n = 12.

### Specie simili
Allo stesso gruppo e sezione appartengono le seguenti specie:
- Crepis pyrenaica (L.) Greuter - Radichiella dei Pirenei: la base delle foglie cauline è astata con lobi acuti; i fiori ligulati periferici sono lunghi 20 - 23 mm; il frutto achenio è lungo 5 - 8 mm.
- Crepis froelichiana Froel. - Radichiella di Froelich: le foglie sono lunghe da 3 a 8 cm e larghe la metà o meno; i fiori possono essere sia gialli che rosei; le antere hanno delle appendici lunghe 0,8 mm.
- Crepis praemorsa (L.) Tausch - Radichiella siberiana: le foglie sono lunghe da 5 a 20 cm e larghe circa 1/3 o meno; i fiori sono gialli; le antere hanno delle appendici lunghe 0,5 mm.
- Crepis pygmaea L. - Radichiella dei ghiaioni: il portamento del fusto è prostrato-ascendente; le foglie sono del tipo pennatosetto con il segmento apicale di forma ovata e quelli laterali quasi nulli; le squame dell'involucro sono pubescenti.

### Sinonimi
Sono elencati alcuni sinonimi per questa entità:
- Crepis autaretica Gand.
- Crepis royi  Gand.
- Crepis subglabrescens  Gand.
- Hieracium cordifolium  Vuk.
- Hieracium prunellifolium  Gouan
- Hieracium pumilum  L.
- Hieracium pygmaeum  (L.) Lam.
- Leontodon dentatus  L.
- Lepicaune prunellifolium  Lapeyr. ex DC.
- Omalocline prunellifolia  Cass.
- Omalocline pygmaea  (L.) Rchb.f.